# Łowcze
Łowcze – wieś w Polsce, w województwie pomorskim, w powiecie lęborskim, w gminie Nowa Wieś Lęborska
Miejscowość leży w pradolinie rzeki Łeby. Wchodzi w skład sołectwa Kębłowo Nowowiejskie.
Do 2023 miejscowość była przysiółkiem wsi Kębłowo Nowowiejskie.
W latach 1975–1998 przysiółek administracyjnie należał do województwa słupskiego.